# Ólafur Stefánsson
Ólafur Stefánsson (Reykjavík, 1973. július 3. –) izlandi válogatott kézilabdázó, jelenleg Németországban, a Rhein-Neckar Löwen csapatánál játszik.

## Pályafutása
Ólafur Stefánsson a Valur Reykjavík csapatával háromszor nyerte meg az izlandi bajnokságot, majd 1996-ban, az akkor német másodosztályú csapathoz, az LTV Wuppertalhoz szerződött. Ezzel a csapattal rögtön felkerült a Bundesligába, ahol egy szezont játszott ennél a csapatnál, majd továbbállt az SC Magdeburghoz. Ezzel a csapattal több címet is be sikerült gyűjtenie, a legnagyobb ezek közül a Bajnokok Ligája megnyerése volt a 2001/02-es szezonban.
A BM Ciudad Realban 2003 és 2009 között játszott, ezzel a csapattal is el tudta hódítani a legrangosabb európai kupát. Szerződése lejárta után a német Rhein-Neckar Löwenhez igazolt.
A 2002-es Európa-bajnokságon gólkirály lett, ezen a világversenyen az izlandi válogatott a negyedik helyen végzett. Legnagyobb sikerét a válogatottal a 2008-as pekingi olimpián érte el, amikor Izland bejutott a döntőbe, ahol a francia válogatottól vereséget szenvedett és ezüstérmet nyert a csapattal.

## Sikerei

### Válogatottban
- Olimpia: 2. helyezett: 2008
- Kézilabda-világbajnokság: 5. hely: 1997
- Kézilabda-Európa-bajnokság: 4. hely: 2002

### Klubcsapatban
- EHF Bajnokok Ligája: 4-szeres győztes: 2002, 2006, 2008, 2009
- EHF-kupa: 2-szeres győztes: 1999, 2001
- EHF Klubcsapatok Európa-bajnoksága: 5-szörös győztes: 2001, 2002, 2005, 2006, 2008
- Izlandi bajnokság: 3-szoros győztes: 1993, 1994, 1995
- Német bajnokság: 1-szeres győztes: 2001
- Német szuperkupa: 1-szeres győztes: 2001
- Spanyol bajnokság: 4-szeres győztes: 2004, 2007, 2008, 2009
- Spanyol kupa: 5-szörös győztes: 2004, 2005, 2006, 2007, 2008, 2009
- Spanyol szuperkupa: 2-szeres győztes: 2005, 2008